# مشانه
مشانه، روستایی از توابع بخش مرکزی شهرستان آوج در استان قزوین ایران است.
مکان روستای مشانه
روستای مشانه یکی از روستاهای بخش مرکزی از توابع شهرستان آوج،استان قزوین میباشد که حدودا” در ۲۵۰کیلومتری پایتخت واقع است و فاصله آن از جاده اصلی قزوین به همدان ۱۱کیلومتر است.برای دسترسی به این روستا جاده قزوین همدان را بعد از بخش آبگرم ۲۰کیلومتر به سمت شهر آوج ادامه می دهیم وبا عبور از یک تونل کوچک که تنها تونل این جاده می باشد پس از ۴ کیلومتر ما را در سمت غربی (راست) جاده به قهوه خانه‌ای متروک بنام (کباب سرای پل اروان )میرساند. جاده آسفالت خوش منظره را ادامه میدهیم بعد از ۵ کیلومتر به روستای اروان می رسیم و ادامه جاده خاکی بعد از ۶ کیلومتر مارا به روستای مشانه در مجاورت قله قارقالان می رساند .بدون تردید در فصل بهار و در پایان یک هفته کاری انجام یک سفر تفریحی-ورزشی و بازدید از زیبایی های این روستا فرح بخش و به یاد ماندنی خواهد بود

## جمعیت
این روستا در دهستان شهیدآباد قرار دارد و براساس سرشماری مرکز آمار ایران در سال ۱۳۹۵ جمعیت آن ۲۸۶ نفر (۶۵خانوار) بوده‌است.
تعداد افراد دایمی ساکن در روستای مشانه حدود ۲۸۶ نفر در قالب ۶۵ خانوار می باشد که بصورت خانوارهای یک نفره تا پنج نفره زندگی می کنند.ودر فصل های بهار و تابستان با وجود ساکنان فصلی این تعداد به ۹۰الی ۱۰۶ خانوار نیز افزایش می یابد.این روستا به دلیل قرار گرفتن در منطقه کوهستانی از تعداد سکنه کمی برخوردار بوده و نزدیکی شهر به روستا نیز عاملی برای تردد افراد روستا به شهرهای مجاور و کرج و تهران می باشد . با این اوصاف روستا به حیاط روستایی خود ادامه می دهد و روابط روستا نشینی حاکم بر آن می باشد . افراد قدیمی و تاثیرگذار در روستای مشانه وابستگی های فراوانی داشته واین قشر در همه حال در روستای مشانه ساکن بوده و خواهند بود .

## عوارض طبیعی
از توابع منطقه مرکزی شهرستان آوج در استان قزوین است.
این روستا در مجاورت قله «قارقالان» قرار دارد؛ کوه قارقالان با ارتفاع ۲۸۷۲متر از توده های کوهستانی غرب آوج به شمار می رود که بیش از ۵۰ کیلومتر طول و۲۰ کیلومتر عرض دارد. با صعود به قله قارقالان،می توان به تماشای چشم اندازهای طبیعی نشست :ازجمله رخنمون های سنگ شناسی گوناگون،گسلهای فراوان،رودخانه ها و چشمه های دایمی ،گونه های متنوع و متراکم گیاهی و جانوری را از نزدیک مشاهده کرد. و به لیست مناظر دیدنی منطقه باغات و مزارع کرت بندی شده در دامنه ها را نیز می توان اضافه کرد.
روستای مشانه دارای تابستان ‌های بسیار خنک و زمستان های بسیار سرد و پربرف است. میانگین بارش سالیانه بیش از ۴۵۰ میلی متر است.

## پوشش گیاهی و جانوری
از جمله گیاهان دارویی و خودرو که در اطراف روستا می رویند شامل بابونه، آویشن، رازیانه،
مرزه، بومادران، گل گاوزبان، بادرنجبویه، نِپِتا، زرشک، گزنه، زیره سیاه، زیره سبز، زرین گیاه، کور و کاسنی است.
گونه‌ های مختلفی از جانوران مانند گرگ، کل و بز، گراز، پلنگ، خرس، تشی، روباه، سیاه گوش، شغال، کبک، انواع گنجشک‌سانان، افعی زنجانی، گرزه مار، آگامای قفقازی، افعی قفقازی، مار آتشی، مار چلیپر و انواع لاسرتا در نواحی اطراف روستا زندگی می ‌کنند.

## مشاغل
شغل ساکنان روستا اغلب کشاورزی و دامداری می باشد ولی بعلت کمبود زمین کشاورزی و دیگر امکانات و به دلیل کوهستانی بودن منطقه نسل های سه دهه اخیر به شهرها مهاجرت کرده اند .اما در سال های اخیر نسل جوان با احیای کشاورزی ،باغداری مدرن، دامداری پیشرفته و زنبور داری روح جدیدی در این روستا دمیده است.